# Climate Action Tracker
Climate Action Tracker (CAT) is een wetenschappelijk vervolgonderzoek waarmee periodiek wordt vastgesteld welke vooruitgang is geboekt naar de internationaal aanvaarde doelstelling om de opwarming van de Aarde ruim onder de 2 °C te houden, en inspanningen te leveren om de opwarming te beperken tot 1.5 °C. 
De rapporten worden opgesteld door drie onderzoeksinstituten, die het klimaatbeleid wereldwijd in kaart brengen sedert 2009.
De Climate Action Tracker (CAT) becijfert het klimaatbeleid inzake mitigatie, en beoordeelt of de landen op koers zijn om die doelstellingen te halen. De inspanningen van individuele landen worden dan samengevoegd voor de hele wereld, om van daaruit een prognose te maken over de waarschijnlijke opwarming tegen het einde van de eeuw. CAT stelt ook sectoranalyses op om aan te geven in welke richting ingrepen nodig zijn om de globale doelstellingen te halen.
CAT bestrijkt alle grote uitstootlanden en een representatief staal van kleinere landen, in totaal ongeveer 80% van de wereldwijde emissies met circa 70% van de wereldbevolking. In de evaluatie wordt niet alleen het huidig emissiebeleid onder de loep genomen, maar ook het effect van de nationaal bepaalde klimaatdoelstellingen (NDC‘s), en het redelijk aandeel („fair share“) dat het land hoort te hebben in vergelijking met andere landen.
De Climate Action Tracker wordt ondersteund door de ClimateWorks Foundation, een Amerikaanse non-profit (501c), en het International Climate Initiative van het Duitse Ministerie voor Milieuzaken. 

## Rapporten
Voor een overzichtelijke voorstelling publiceert de CAT een wereldkaart met de belangrijkste landen ingekleurd volgens zes niveaus: “kritiek onvoldoende, sterk onvoldoende, onvoldoende, compatibel met 2°C, compatibel met 1,5°C, rolmodel”.
In een tussentijds rapport uit december 2018 stonden op de "zwarte lijst" ("kritiek onvoldoende") onder meer Oekraïne, Turkije, Saoedi-Arabië en Zuid-Korea. De meeste andere landen, waaronder de Europese Unie, de Verenigde Staten, China, Australië en Canada, werden als “sterk onvoldoende” gekwoteerd. Brazilië en Peru scoorden "onvoldoende". India en de Filipijnen haalden het niveau “compatibel met 2°C”. Alleen Ethiopië, Marokko en Nepal scoorden "compatibel met 1,5°C", Geen enkel land werd beschouwd als "rolmodel".
Het rapport uit december 2019 gaf de volgende indeling te zien:
- "kritiek onvoldoende" (+4°C): Rusland, Saoedi-Arabië, Turkije, VS, Oekraïne, Vietnam
- “sterk onvoldoende” (4°C): Argentinië, Chili, China, Indonesië, Japan, Singapore, Zuid-Afrika, Zuid-Korea, Verenigde Arabische Emiraten
- "onvoldoende" (3°C): Australië, Brazilië, Canada, Europese Unie, Kazachstan, Mexico, Nieuw-Zeeland, Noorwegen, Peru, Zwitserland
- “compatibel met 2°C” Bhutan, Costa Rica, Ethiopië, India, Kenia, Filipijnen
- "compatibel met 1,5°C": Marokko, Gambia
- "rolmodel":  geen.

Jaarlijkse rapporten volgden eind 2020, en 2021.
De CAT publiceert ook jaarlijks themarapporten, onder meer de CAT Decarbonisation Memo Series met een analyse voor de sectoren zwaar transport, elektrische apparaten, industrie, aardgas, gebouwen en wegverkeer, en de Scaling Up Climate Action Series met een sectoranalyse voor landen die hun NDC’s willen bijstellen.